# Distrito Escolar Independiente de Lancaster

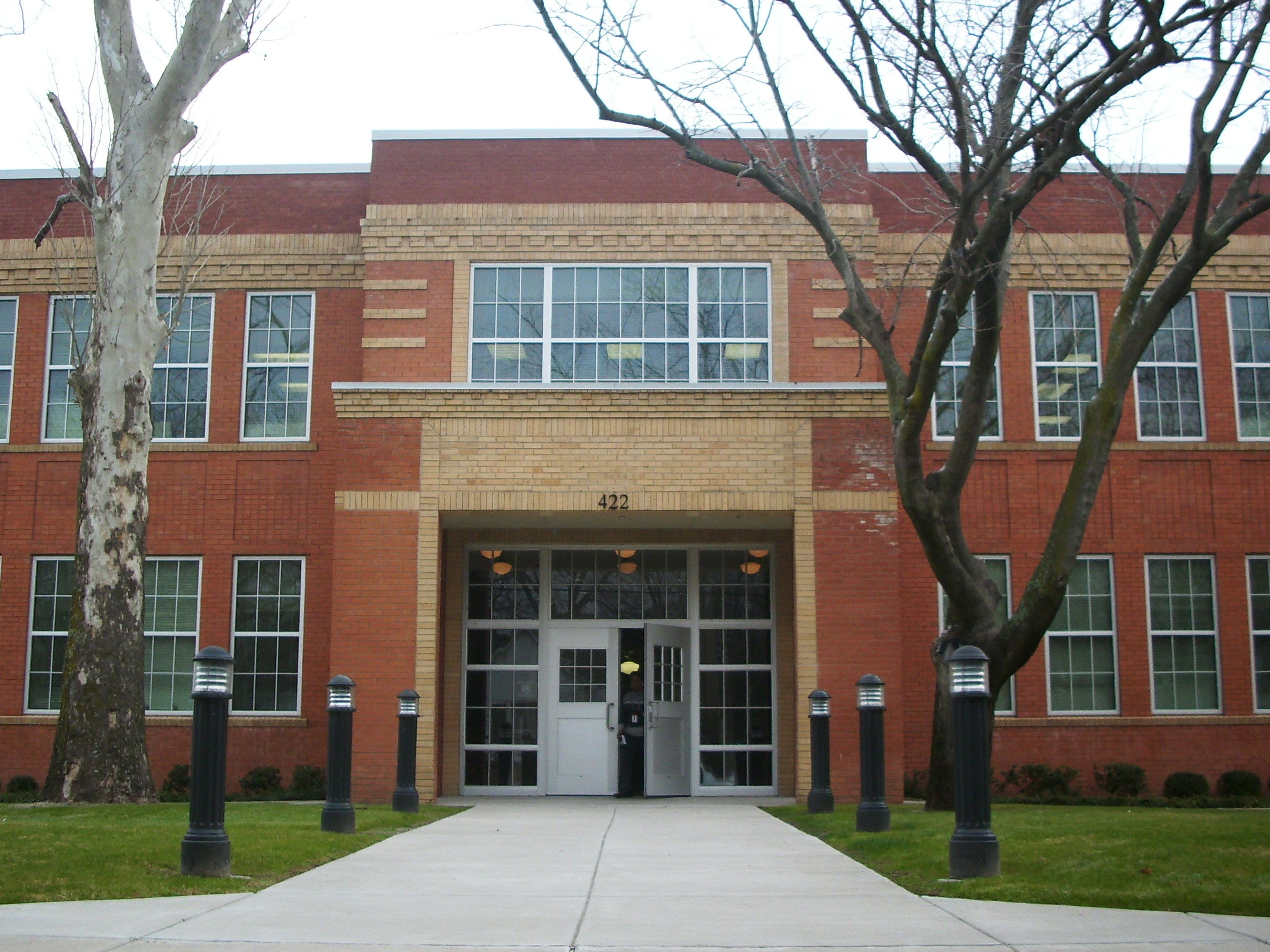
La sede del distrito

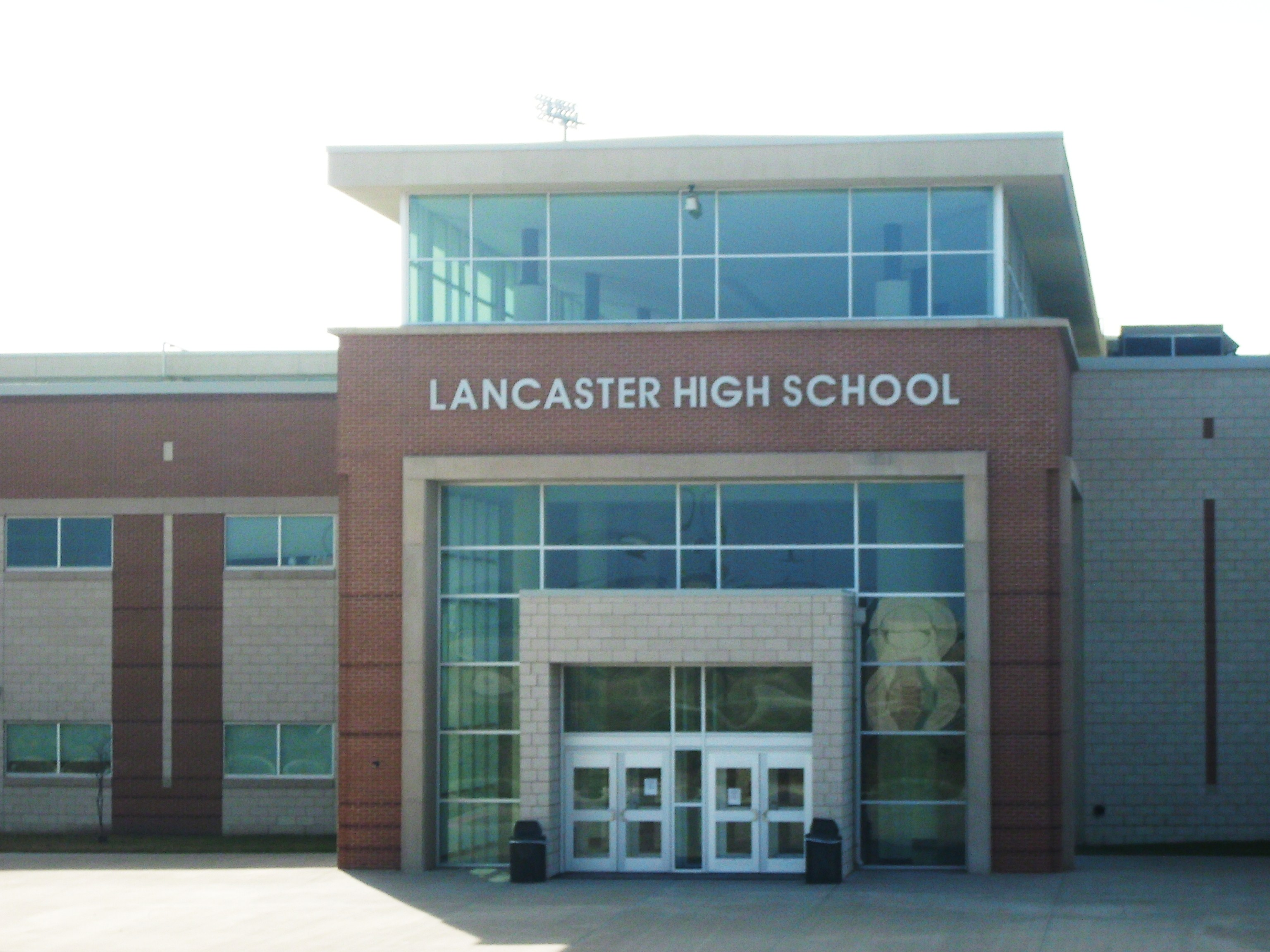
Lancaster High School

El Distrito Escolar Independiente de Lancaster (Lancaster Independent School District) es un distrito escolar en Texas. Tiene su sede en Lancaster. La escuela secundaria de LISD tenía un precio de $73.000.000 USD.

## Escuelas
- Lancaster High School
- Elsie Robertson Middle School
- Belt Line Elementary School
- Houston Elementary School
- Pleasant Run Elementary School
- Rolling Hills Elementary School
- Rosa Parks-Millbrook Elementary School
- West Main Elementary School
- J.D. Hall Learning Center at Rocky Crest